# Квазічастинка
Квазічасти́нка або квазіча́стка — це збудження в кристалі, хвильова функція якого задовольняє теоремі Блоха, тобто є добутком експоненти, яка описує хвильовий рух, та певної періодичної функції.

## Властивості
Квазічастинки характеризуються квазі-імпульсом — схожим на класичний імпульс квантовим числом, проте обмеженим першою зоною Брілюена.
Залежність енергії квазічастинки від квазі-імпульсу називається законом дисперсії квазічастинки.

## Приклади квазічастинок
Електронні стани у зоні провідності є квазічастинками, які звичайно називають електронами провідності. Інший важливий для напівпровідників тип квазічастинок складають дірки у валентній зоні.
Електрони провідності й дірки є зарядженими квазічастинками, які вносять вклад у провідність напівпровідника. При збудженні світлом виникають також нейтральні збудження, які не дають вкладу в електричний струм. Такі збудження теж є квазічастинками, й отримали назву екситонів. Крім неорганічних напівпровідників екситони виникають у органічних напівпровідниках —  молекулярних кристалах і в полімерних напівпровідниках.
У феромагнетиках елементарними збудженнями є квазічастинки, які називаються магнонами. За своєю природою магнони — це перевернуті спіни, які можуть перестрибувати від атома до атома.
В металах існують плазмони — квазічастинки, які є зв'язаними між собою коливаннями електронної густини та поздовжньою електромагнітною хвилею.
Коливання кристалічної ґратки утворюють квазічастинку під назвою фонон.
При сильній взаємодії електронів із кристалічною ґраткою, електрон тягне за собою поле деформації кристалічної ґратки, утворюючи квазічастинку, яка називається поляроном.
Зв'язане розповсюдження екситону й світлової хвилі утворює поляритон.
У твердому тілі може існувати багато інших видів квазічастинок, в залежності від особливостей даного кристалу.